# Steirastoma genisspinum
Steirastoma genisspinum es una especie de escarabajo del género Steirastoma, familia Cerambycidae. Fue descrita científicamente por Schwarzer en 1923.
Se distribuye por Bolivia, Brasil y Guayana Francesa. Posee una longitud corporal de 13-22 milímetros. El período de vuelo de esta especie ocurre en los meses de enero y mayo.
La dieta de Steirastoma genisspinum comprende plantas de la familia Bombacaceae, entre ellas, la especie Catostemma fragrans del género Catostemma.